# Ely Pouget
Elizabeth Pouget (n. Nueva Jersey , 30 de agosto de 1961 (63 años) es una actriz estadounidense y ex modelo, que ha trabajado en numerosas series y películas.

## Biografía
Elizabeth Pouget nació y creció en Newark (Nueva Jersey). Procede de familia humilde y tiene ascendencia puertorriqueña por parte de su abuelo. Su padre fue biólogo, mientras que su madre era ama de casa. Estudió en la Universidad estatal de New Jersey, Rutgers University.
Se inició como actriz en diversos cortometrajes y varios teatros de New York.

## Carrera
Antes de ser actriz, Ely Pouget fue modelo. Empezó a la edad de 16 años y firmó varios contratos con distintas agencias de moda, lo que le llevó a hacer varios anuncios de belleza. Según la revista Celebrity Sleuth tiene unas medidas de 34-24-34.
Al terminar sus estudios trabajó en cortometrajes y empezó a actuar en diversos teatros de Nueva York. Su primer gran papel le llegó en 1985 cuando interpretó a Rosella Maestres, en la famosa serie de televisión Miami Vice. A partir de aquí, empezó una larga carrera como actriz.
En 1987 interpretó a Gina en la serie El Equipo A. Su primera película fue The Wrong Guys (1988), película protagonizada por John Goodman y Richard Lewis entre otros. Hizo de Leslie Reins en la serie Viernes 13 (Misterio para tres) y protagonizó el telefilm Shannon's Deal y la película Corrupción en los Ángeles, dirigida por Michael Mann. Encarnó a Sarah Downs en Jóvenes Jinetes y a Maggie Evans en Sombras tenebrosas, lo que la consolidó como una de la actrices de televisión más famosas, luego también empezaría una gran trayectoria en la pantalla grande protagonizando numerosas películas.
Ely Pouget ha trabajado en numerosas series de televisión, entre las que destacan: Jóvenes Jinetes (episodio "Blind Love/amor ciego"), Vampiros (remake de Sombras tenebrosas), Red shoe diaries, Las aventuras de Brisco County, Miami Vice, A-Team, Walker Texas Ranger, Se ha escrito un crimen o ER.

## Filmografía
| Año         | Película/ Serie                                  | Personaje        | Notas                                     |
| ----------- | ------------------------------------------------ | ---------------- | ----------------------------------------- |
| 1985        | Miami Vice                                       | Rosella Maestres | Aparición                                 |
| 1985        | No Mercy (película)                              | Julia Fischer    | Personaje secundario                      |
| 1987        | A-Team                                           | Gina             | Aparición                                 |
| 1988        | The Wrong Guys                                   | Nicole           | Personaje secundario                      |
| 1988        | Friday the 13th (Misterio para tres)             | Leslie Reins     | Personaje secundario                      |
| 1988        | Tequila Sunrise                                  | Barbara          | Personaje secundario                      |
| 1989        | Shannon's Deal                                   | Gwen             | Personaje principal                       |
| 1989        | Corrupción en los Ángeles                        | Lillian Hanna    | Personaje principal                       |
| 1989        | Cool Blue                                        | Christiane       | Personaje principal                       |
| 1989        | Jóvenes jinetes                                  | Sarah Downs      | Personaje secundario                      |
| 1989        | La grieta                                        | Ana Rivera       | Personaje principal                       |
| 1990        | Los misterios del padre Dowling                  | Jillian McGuire  | Aparición                                 |
| 1990        | La ley de Los Ángeles                            | Elizabeth        | Aparición                                 |
| 1991        | Vampiros (Dark Shadows)                          | Maggie Evans     | Personaje principal                       |
| 1991        | La pequeña pícara                                | Dinah Tompkins   | Personaje secundario                      |
| 1991        | Guerra de parejas                                | ?                | Aparición                                 |
| 1992 - 1997 | Red Shoe Diaries                                 | Jane Chandler    | Personaje principal                       |
| 1992        | Reasonable Doubts                                | ?                | Colaboración especial (aparición estelar) |
| 1992        | Silent Victim                                    | Lauren McKinley  | Personaje principal                       |
| 1994        | Walker, Texas Ranger                             | Rhonda Guthrie   | Personaje principal                       |
| 1994–1995   | Las aventuras de Brisco County                   | Jennifer Hart    | Personaje principal                       |
| 1994        | Tall, Dark and Deadly                            | Toni Compton     | Personaje principal                       |
| 1994        | Death Machine                                    | Hayden Cale      | Personaje principal                       |
| 1995        | Se ha escrito un crimen                          | Vicki Lawson     | Personaje secundario                      |
| 1995        | Red Shoe Diaries: Weekend Pass                   | Jane Chandler    | Personaje principal                       |
| 1996        | El cortador de césped: más allá del ciberespacio | Cori Platt       | Personaje principal                       |
| 1997        | Total Reality                                    | Cathy Easton     | Personaje principal                       |
| 1998        | Medias de seda                                   | Mrs. Kersey      | Aparición                                 |
| 1998        | Legacy                                           | ?                | Aparición                                 |
| 1999–2000   | Nash Bridges                                     | Annie Lindsay    | Personaje secundario                      |
| 2002        | Outpatient                                       | Francis Monk     | Personaje principal                       |
| 2003        | ER (Urgencias)                                   | Mrs. Banks       | Aparición                                 |
| 2004        | Embrujadas                                       | Harriet Casey    | Varias colaboraciones                     |
| 2004–2005   | Navy, investigación criminal NCIS                | Julie Watson     | Personaje secundario                      |
| 2008        | Faded Memories                                   | Maggie May       | Personaje principal                       |
| 2008–2010   | The Young and the Restless                       | Dr. Braun        | Personaje principal                       |